# Red Globe
Le Red Globe (globo rojo en Espagne) est un cépage créé en 1957 par croisement. Présent aux États-Unis, en Italie et en Espagne, il est bien moins connu en France, bien qu'il soit au catalogue officiel des variétés de vigne.

## Caractéristiques
Raisin de table exclusivement, il n'est jamais vinifié, en raison de sa sensibilité au dioxyde de soufre. Bien que très sensible à la manipulation, sa résistance au froid et au transport en font un bon candidat pour la consommation en dehors du vin.